# Adalberto Santiago
Pour les articles homonymes, voir Santiago (homonymie).
Adalberto Santiago est un chanteur de salsa né à Pozas banlieue de Ciales le 23 avril 1937. En tant que ténor lyrique, il compte parmi les meilleurs interprètes de la musique afro-caribéenne, au même niveau que des légendes telles que Benny Moré, Bobby Capó et Miguelito Cuní et pendant plus de six décennies, il a été choriste vedette dans d'innombrables comédies musicales. productions aux États-Unis, étant celles d'orchestres tels que Sonora Ponceña, Apollo Sound, Hermanos LeBrón, Chuíto Vélez y sus Estrellas Boricuas, le Willie Rodríguez Orchestra, le Willie Rosario Orchestra, entre autres.

## Biographie
Adalberto Santiago a commencé sa carrière professionnelle en chantant avec des trios et en jouant de la basse et de la guitare.
Après des collaborations avec les orchestres de Chuíto Vélez, Willie Rodríguez et Willie Rosario, sa carrière est véritablement lancée lorsqu'il intègre l'orchestre de Ray Barretto. De 1966 à 1972, Adalberto a enregistré sept albums (sans compter les compilations) avec Ray Barretto.
En 1972, Adalberto et quatre autres membres de l'orchestre de Ray Barretto sont partis pour fonder Tipica 73.
Il enregistre trois de leurs albums mais à la suite d'un désaccord au sujet de la direction musicale du groupe, il quitte celui-ci avec quelques autres musiciens pour former Los Kimbos. Ray Barretto fera quelques collaborations avec ce groupe.
Entre-temps, il chante sur les albums de charanga Fantasia Africana et Nuestra Herencia du flutiste Lou Pérez.
En 1977, Adalberto se lance dans une carrière solo et sort un premier album, produit par Ray Barretto, comprenant deux de ses propres compositions. Le groupe Los Kimbos a continué sa carrière de son côté.
Adalberto Santiago a participé à l'album Louie Ramírez y sus Amigos et en 1979, Louie Ramírez coproduit le nouvel album d'Adalberto Santiago.
Il participe ensuite à l'album de Ray Barretto Rican/Struction. Ce dernier produira l'album suivant d'Adalberto Santiago, Feliz Me Siento.
Son album suivant est produit par Javier Vázquez, pianiste de la Sonora Matancera.
En 1982, Adalberto Santiago collabore avec Roberto Roena.
Il coproduit Calidad avec le pianiste Papo Lucca.
Il sort ensuite Cosas Del Alma, un album de boléros.
En 1985, il revient à la salsa « dura » avec Mas Sabroso.
Adalberto se lance dans la « salsa romántica », à la fois mûre, sexy et chic en étant produit par le pianiste Isidro Infante.
Il participe à la suite de l'album Louie Ramírez y sus Amigos.
Adalberto Santiago a aussi collaboré avec d'autres artistes, produit des artistes et composé des morceaux pour d'autres et pour lui-même, dont certains ont été repris par d'autres (Joe Cuba par exemple).

## Solo
- Adalberto. Fania Records; 1977
- Adalberto Santiago Featuring Popeye El Marino. Fania Records JM 536; 1979
- Feliz Me Siento. Fania Records; 1980
- Adalberto Santiago. Fania Records; 1981
- Calidad. Fania Records; 1982
- Cosas del Alma. WS Latino 4163, 1984
- Más Sabroso. Budda Records 011; 1985
- Fania Dancing Club Collection #7. Fania Records; 1985
- Sex Symbol. Mayor Music 001; 1989
- Hay Algo En Ella. JV Music 001; 1991
- Romantico Y Salsero, Exitos. La Ola Musical; 2009
- Exitos. Edenways Records EDE 1310-1; 2010

## Avec Chuito Velez
- Chuito Velez. Chuito Velez Y Sus Estrellas Boricuas. La Flor Records; 1958
- Chuito Velez. Hojas Muertas. DECCA Records; 1960
- Chuito Velez. Si Pancha Plancha. La Flor Records; 1962
- Chuito Velez. A Go-Go. SEECO Records; 1964

## Avec Ray Barretto
- Ray Barretto. Latino Con Soul. WS Latino 4053; 1966
- Ray Barretto. Acid. Fania Records LP 346; 1967
- Ray Barretto. Hard Hands. Fania Records LP 362; 1968
- Ray Barretto. Together. Fania Records LP 378; 1969
- Ray Barretto. Barretto Power. Fania Records 391; 1970
- Ray Barretto. The Message. Fania Records SLP 403; 1971
- Ray Barretto. From The Beginning. Fania Records; 1971
- Ray Barretto. Qué Viva la Música. Fania Records 427; 1972
- Ray Barretto. Barretto Live In New York: Tomorrow. Messidor Records 15950; 1976 *GRAMMY NOMINATION*
- Ray Barretto. Energy To Burn. Fania Records; 1977
- Ray Barreto. Gracias. Fania Records JM 528; 1979
- Ray Barretto. Rican/Struction. Fania Records JM 552; 1979
- Ray Barretto, Celia Cruz, Adalberto Santiago. Tremendo Trío!. Fania Records 623; 1983 *GRAMMY NOMINATION*
- Ray Barretto. The Giant Of Salsa, Live 50th Anniversary. AJ Records-Sony Discos; 2001

## With Típica 73
- Típica 73. Típica 73. Inca Records SLP; 1973
- Típica 73 (Stock Certificate Cover). Típica 73. Inca Records SLP; 1974
- Típica 73. La Candela. Inca Records SLP 1043; 1975
- Típica 73. Típica 73...74...75...76. Inca Records; 1978
- Típica 73. Típica 73 Live. AJ Records; 2002

## Avec Los Kimbos
- Los Kimbos con Adalberto Santiago. Cotique CS 1083; 1976
- The Big Kimbos with Adalberto Santiago. Cotique CS 1091; 1977

## Avec The Fania All Stars
- Fania All Stars. Live at the Red Garter, Vol. 1&2 (2LPs). Fania Records; 1968
- Fania All Stars. Our Latin Thing. Fania Records SLP 431; 1972
- Fania All Stars. Fania All Stars Live At The Cheetah Vol. 1&2 (2LPs). Fania Records SLP 00415 y SLP 00416; 1972
- Fania All Stars. Super Salsa Singers, Vol. 1&2 (2LPs). Fania Records; 1977
- Fania All Stars. Greatest Hits. Fania Records; 1977
- Fania All Stars. Habana Jam. Fania Records FA 116; 1979
- Fania All Stars. Commitment. Fania Records 564; 1980
- Fania All Stars. Latin Connection. Fania Records; 1981
- Fania All Stars. Lo Que Pide La Gente. Fania Records JM 629; 1984
- Fania All Stars. Live In Puerto Rico, June 1994. Fania Records 684; 1995
- Fania All Stars. Viva Colombia: En Concierto (2 CD). Latina 225; 1997
- Fania All Stars. Hommage A Jerry Masucci. Sonido Inc.; 1997
- Fania All Stars. Bravo 97. Sony 82351; 1997
- Fania All Stars. Hot Sweat, The Best Of Live. Vampisoul Records;2005
- Fania All Stars. Campeones. Codigo Music; 2010
- Fania All Stars. Ponte Duro. Fania Records; 2010

## Contributions
- Willie Rosario. Boogaloo y Guaguanco. ATCO Records; 1968
- Willie Rodriguez. Colorin Colorao. Fonseca Records; 1968
- Willie Rodriguez. Heat Wave. Fonseca Records; 1969
- Larry Harlow. Hommy, A Latin Opera. Fania Records; 1973
- Impacto Crea. Christmas. VAYA Records; 1973
- Impacto Crea. Cobarde. VAYA Records; 1974
- Lou Perez. Fantasia Africana. WSL Records; 1975
- Lou Perez. Nuestra Herencia. TICO Records; 1976
- Pancho Cristal. Super Típica De Estrellas. All-Art Records; 1976
- Andy Harlow. Pura Salsa! Con Lo Mejor De Andy Harlow. Discos Completo, S.A.; 1977
- Louie Ramírez. Louie Ramírez Y Sus Amigos. Cotique Records 1096; 1978
- Linda Leida. Electricando Linda. TR Records; 1978
- Tito Puente. Homenaje A Beny More, Vol 1&2 (2 LP's). TICO Records; 1979 *GRAMMY WINNER*
- Mario Allison. A Fondo. FTA Records; 1979
- Louie Ramírez. Salsero. Cotique Records 1104; 1980
- Artistas de La Fania. Aeropuerto 81. Fania Records; 1980
- Roberto Roena y su Apollo Sound. Super Apollo 47:50. Fania Records LP 609; 1982
- Celia Cruz & Tito Puente. Homenaje A Beny More. VAYA Records; 1985
- Alfredo Rodriguez. Monsieur Oh La La. Caiman Records; 1985
- Alfredo Valdes Jr. Charanga Ranchera. The Mayor Records; 1989
- Isidro Infante. Salsa Sudada. Valdesa Records; 1990
- Louie Ramirez. Louie Ramirez Y Sus Amigos. CaChe Records; 1990
- Linda Ronstadt. Frenesi. Elektra, Rhino; 1992 *GRAMMY WINNER*
- Candido Antomattei. Candido Y Las Super Estrellas. La Plata Records; 1994
- Orquesta Inmensidad. La Danza De Los Millones. Orlcon Records; 1995
- David Rothschild. Lookin'Up!. Via Jazz Records; 1998
- Son 80s. Live At S.O.B.s. Exclusivo Records; 2001
- David Gonzalez with Larry Harlow. Sofrito. RainArt Productions; 2001
- Papo Lucca. Festival De Boleros. Flowmusic; 2002
- Jazz Hamilton. Jazz Hamilton Y Las Estrellas Del Pueblo. La Rosevelt Records; 2004
- Homenaje A Frankie Ruiz. Va Por Ti Frankie! Sony Music; 2004
- Johnny Pacheco. Entre Amigos. Bronco Records; 2005
- Ralph Irizarry & Soncafe. Tribute. BKS Records; 2006
- Various Artists. FANIA Soneros De Siempre Vol. 1. Universal Music; 2006
- Johnny Cruz. Back To The Classics. Tiffany Records; 2006
- Larry Harlow. Larry Harlow's Latin Legends Of Fania. Image Entertainment; 2007
- Mario Ortiz All-Star Band. Tributo A Mario Ortiz. Sony Music; 2009
- Luis Gonzalez. Tributo A Un Gigante. Tsunami Records; 2010
- Estrellas De La Salsa. 25 Aniversario Tropical Budda Records Vol. 1. West Side Beat; 2011
- Tribute To Ray Barretto. La Era Del Palladium. Sony Music; 2011
- Alfredo De La Fe & Rodry-Go. Sin Limites. No Borders Entertainment; 2013
- Edwin Clemente. Dos Generaciones En Salsa. Epacaje Records; 2015
- Orquesta Abran Paso. Back To The 70s. Abran Paso Records; 2015
- Orquesta Abran Paso. Salsa Radio-Activa. Abran Paso Records; 2019
- Johnny Cruz. Trayectoria De Clasicos. Cruz Music Inc.; 2019
- Orquesta Abran Paso. Clasicos En Vivo Vol. 1. Abran Paso Records; 2021